# Podlasiei Repülőgépgyár
A Podlasiei Repülőgépgyár, rövidítve PWS (lengyelül: Podlaska Wytwórnia Samolotów) egykori lengyel repülőgépgyár, amely 1923–1939 között működött Biała Podlaskában. Fennállása alatt közel 1500 repülőgépet gyártott.

## Története
A repülőgépgyárat 1923. november 27-én alapították. 1924-ben részvénytársasággá alakították a céget. Kezdetben külföldi repülőgéptípusokat gyártott. Először a francia Potez 15 felderítő repülőgépet gyártotta licenc alapján a Lengyel Légierő részére. Ebből a típusból 35 darabot épített a gyár 1925-től. Később a Potez 27 és a Potez 25 gépeket is gyártották. Előbbiből 155 db, utóbbiból 150 db készült. 1929–1932 között 50 darab csehszlovák Avia BH–33 vadászrepülőgépet gyártott PWS–A típusjelzéssel. Ugyancsak licenc alapján készült a PWS-nél a poznańi WWS Samolot repülőgépgyár Bartel BM–4 típusú gyakorló repülőgépe. Ebből 50 darabot építettek 1931-ben.
A PWS tervezőirodáját 1925-ben hozták létre, ezután kezdte el a gyár saját típusok kifejlesztését. A tervezőirodában dolgozott többek között Stefan Cywiński, Zbysław Ciołkosz és August Bobek-Zdaniewski. A PWS tervezőirodája az 1920-as évek végén több repülőgépet is kifejlesztett (PWS–1, PWS–3, PWS–4, PWS–6, PWS–8), de ezek csak a prototípus szintjéig jutottak el. Az 1928-ban kifejlesztett PWS–5 futárrepülőgépből készült egy kis sorozat. Az első nagy sorozatban gyártott repülőgépük a PWS–10 vadászrepülőgép lett, amelyből 1931 és 1932 között 80 darabot építettek a Lengyel Légierő számára. A Lengyelországból kivont gépek közül később 20 darabot eladtak Spanyolországba. 1929-ben készült el a PWS-nél Lengyelország első szélcsatornája.
A PWS 1929–1930-ban készítette el első utasszállító repülőgépeit, a PWS–20-t és a PWS–21-t. A lengyel közlekedési minisztérium pályázatára készített repülőgépek végül a LOT számára nem feleltek meg, így a prototípusokon kívül további példányok nem készültek. A PWS–21 továbbfejlesztésével kialakított PWS–24-ből viszont már 11 darabot gyártottak 1933–1935 között és ez lett a LOT lengyel légitársaság első szolgálatba állított hazai gyártású repülőgépe.
Az 1930-as évek elejére nehéz helyzetbe került repülőgépgyárat a csőd elkerülése érdekében 1932-ben államosították, majd 1936-ban az Állami Repülőgépgyárak (PZL) felügyelete alá került. 1937 októberében Łwówban a PWS részlegeként hozták létre a Łwówi Repülőgépgyárat (LWL), ahol a PWS vitorlázó repülőgépeit gyártották. A łwówi üzem kétéves fennállása alatt kb. 160 darab vitorlázó repülőgépet készített.
Az 1930-as időszakban a PWS legsikeresebb gépe a PWS–26-os gyakorló repülőgép volt, melyből 320 db készült 1936–1939 között. Az RWD–8 után ez a modell volt a két világháború közti lengyel repülőgépipar második legnagyobb példányszámban gyártott repülőgépe. Ebben az időszakban ugyancsak több prototípus készült el. A PWS–24 továbbfejlesztett változata, a PWS–56 utasszállító repülőgép ugyancsak prototípus szintjén maradt. A PWS–33 Wyżeł katonai gyakorló repülőgép, valamint a PWS–35 Ogar műrepülőgép sorozatgyártását a második világháború kitörése akadályozta meg.
A saját fejlesztések mellett a PWS az 1930-as években is gyártott licenc alapján repülőgépeket. Az RWD tervezőiroda RWD–8-as gyakorló gépéből kb. 500 db, a brit Avro Tudor gyakorló repülőgépből PWS–18 típusjelzéssel 50 darabot épített a PWS.
A PWS repülőgépgyár működésének a második világháború vetett véget. A Lengyelországot megtámadó Németország légiereje 1939. szeptember 4-én intézett bombatámadást a gyár ellen. Ekkor a gyár kb. 70%-ka megsemmisült. A lerombolt gyárból a keleti lengyel területeket megszálló szovjet csapatok hurcolták el a még használható berendezéseket.